# Леополис
Леополис (порт. Leópolis) — муниципалитет в Бразилии, входит в штат Парана. Составная часть мезорегиона Север Пиунейру-Паранаэнси. Входит в экономико-статистический микрорегион Корнелиу-Прокопиу. Население составляет 4203 человека на 2006 год. Занимает площадь 344,920 км². Плотность населения — 12,2 чел./км².

## Статистика
- Валовой внутренний продукт на 2003 год составляет 63 336 713,00 реалов (данные: Бразильский институт географии и статистики).
- Валовой внутренний продукт на душу населения на 2003 год составляет 14 688,48 реала (данные: Бразильский институт географии и статистики).
- Индекс развития человеческого потенциала на 2000 год составляет 0,742 (данные: Программа развития ООН).